# Hermann Gutmann (Journalist)
Hermann Gutmann (* 4. Oktober 1930 in Bremerhaven; † 10. November 2013 in Bremen) war ein Bremer Autor und Journalist.

## Biografie
Gutmann lebte seit 1957 in Bremen. Bekannt geworden ist er zunächst als Redakteur für den Weser-Kurier, dort vor allem mit der Kolumne über sein Alter Ego Felix, sowie als Autor von Beiträgen und Glossen für das Hörfunk- und Fernsehprogramm von Radio Bremen.
Später arbeitete er unter anderem für die Hamburger Zeitschrift essen&trinken, bevor er ab 1985 als freier Journalist und Autor zahlreiche Bücher über Norddeutschland, insbesondere über Bremen, verfasste. Hier erlangte Gutmann vor allem mit seiner umfangreichen Geschichte(n), die z. T. als Reihe in der Edition Temmen erschienen, und mit seinen Büchern über Bremensien große Beliebtheit.
Gutmann war verheiratet.

## Gutmanns Geschichtsbild von Bremen
Aufgrund der hohen Popularität von Gutmann tragen seine Bücher viel zum prägenden Selbstverständnis der Menschen vor allem in breiteren Schichten in Bremen bei.
Gutmann lässt die Menschen an einer Welt teilhaben, die fast zusammenhanglos in einzelne Geschichten und Anekdoten zerfällt. Es ist eine scheinbar kindlich naive Welt, in der „wir […] selbstverständlich nicht die Frage klären [können], wie es denn möglich ist, daß immer noch Böses in der Welt geschieht, da doch alle Menschen aus ihrem ganz persönlichen Blickwinkel heraus so offensichtlich gut sind“. Diese vordergründige Leichtigkeit seiner anekdotischen Erzählweise macht seine Bücher für viele Menschen so attraktiv, wird aber von einigen Rezensenten kritisiert.

## Werke
Sein Eintrag bei der Deutschen Nationalbibliothek umfasst über 120 Veröffentlichungen, allein von 1998 bis 2008 veröffentlichte er mehr als 50 Bücher mit meist mehr als 100 Seiten Umfang. Viele dieser Bücher sind Sammlungen von Kurzgeschichten, die unter einem bestimmten Thema zusammengefasst wurden und als solche mehrmals wieder aufgelegt wurden.

### Ehegeschichten
Die Internet-Rezensentin Ursula Breit-Silvester sieht in den Ehegeschichten von 2002 ein Buch mit Kurzgeschichten im „typischen Stil“ Gutmanns. Die alltäglichen Situationen seien zwar übertrieben, aber nicht stark verzerrt und mit „durchaus erkennbarem Wahrheitsgehalt“ dargestellt. Die Geschichten seien äußerst „amüsant“ und „reizten den Leser zwischendurch sogar, lauthals herauszulachen“. Der einfache, leicht verständliche Stil mache das Buch zu „einer besonders angenehmen und entspannenden Bettlektüre“, die sogar mehrfaches Lesen der Geschichten ohne Aufkommen von Langeweile möglich machten.
Der Rezensentin erscheint als „einziger Wermutstropfen“ (sic!) des Buchs, dass „jede Pointe zu Lasten des weiblichen Geschlechts“ gehe, obwohl in Ehebeziehungen „sicherlich auch genug Stoff für den umgekehrten Fall vorhanden“ sei.

### Krieg und Frieden in Bremen. Bilder von 1914–1939
In dem Buch Krieg und Frieden in Bremen von 1999 stellt der Döll-Verlag – anstatt eines Vorworts der Autoren – über den Urheberrechtsangaben eine kurze Erläuterung voran: Die Absicht der beiden Autoren sei es „vordergründig die Bilder sprechen zu lassen“. Geschichtsbücher gebe es genügend, Geschichtsbildbände eben weniger. Man sage ja: „Ein Bild sagt mehr als tausend Worte“. Vorsorglich verweist der Verlag die „Leser, die sich eingehender informieren wollen über alle Hintergründe der Ereignisse“, auf ein im Verlag erschienenes „kompetentes Buch […] von Herbert Schwarzwälder“.
Die beiden Autoren lassen das Buch mit Kriegsbeginn 1939 enden, zeigen aber am Schluss noch einen Blick auf die zu Kriegsende zerstörte Bremer Innenstadt. In der knappen Bildbeschreibung nennen sie die Zahlen von 14.000 gefallenen Soldaten aus Bremen und 4.000 durch Luftangriffe getöteten Einwohnern der Stadt. Mit keiner Silbe erwähnt wird das bei Erscheinen des Buchs schon umfassend beschriebene Leid von Tausenden von Zwangsarbeitern im Zweiten Weltkrieg in Bremen. Die Frage nach den Ursachen dieser Ereignisse in der Entwicklung vor 1939 in Bremen stellt sich diesem Buch nicht.
In seinem Buch Zeitreise durch Bremen von 1997 nennt Gutmann allerdings den „U-Boot-Bunker Valentin, der von Menschen gebaut worden war, die als Arbeitskolonnen aus ganz Europa an die Unterweser gebracht worden waren“ und sagt, dass „viele von ihnen […] durch die unmenschliche Behandlung“ starben.

### Haus Seefahrt und seine Schaffermahlzeit
Das 1999 erschienene Buch Haus Seefahrt in Bremen und seine Schaffermahlzeit wurde aufgrund seines unkritischen Geschichtsbilds von Heinz-Gerd Hofschen erheblich kritisiert. Gutmann habe aus dem Buch Karl H. Schwebels seitenweise nacherzählt und nur die wenigen direkten Zitate kenntlich gemacht, wobei Gutmann gerade die kritischen Passagen Schwebels über die autokratischen Zustände und sozialen Spannungen in Haus Seefahrt weggelassen habe. Die Frage, warum der von ihm erwähnte Reichsführer SS Heinrich Himmler als Gast auf der Schaffermahlzeit 1936 weilte, sei Gutmann erst gar nicht in den Sinn gekommen.
Das Fazit Hofschens über Gutmanns Buch: „schönfärberisch bis zur Hagiographie“. Daran ändere auch nichts, dass gegen Ende des Buchs mit „leicht ironischem Unterton der Ausschluss der Frauen vom Schaffermahl“ thematisiert werde.

### Zeitreise durch Bremen. Ausflüge in die Vergangenheit
In seiner Rezension kann Hartmut Müller dem 1997 erschienenen Buch durchaus sehr gute Eigenschaften abgewinnen und bekennt die „reizvolle Weise“, sich Bremens Vergangenheit einmal anders zu nähern. Nach seinen Ausflügen in zunächst allgemein historische Zusammenhänge erzähle Gutmann „seine ganz besondere Geschichte“ mit einem in der Region „sicht- und erlebbaren Aufhänger“. Müller vergleicht das Buch mit einem attraktiv gestalteten, unhandlich groß geratenen Reiseführer.
Das Buch sei aber „schludrig gearbeitet“. „Bei allem Verständnis dafür, […] Geschichte populär und unterhaltsam aufbereiten“ zu wollen, sollten doch „bei aller Farbigkeit die Fakten stimmen und nicht für die Story stimmig gemacht werden“. Hier beginne „an vielen Stellen das Ärgernis“. So führt Müller eine Reihe von verdrehten historischen Fakten des Mittelalters an. Es würden hier „viele der ach so beliebten Bremer Legenden“ über das Mittelalter gedankenlos weiter verbreitet, deren Aufzählung Müller nicht für abgeschlossen hält.

### Weitere Werke (Auswahl)
- Der Ratskeller zu Bremen
- Was sich die Bremer am Herdfeuer erzählen
- 600 Jahre Ratskeller
- Bremer Freimarkt
- Bremer Geschichte(n). Oder: Vergessen Sie bitte nie, in die Weser zu spucken, ehe Sie Bremen verlassen (in der 12. Auflage)
- Bremerhavener Geschichte(n). Oder: Erzähl’mal ein bißchen von früher  (in der 4. Auflage)[14]
- Ehegeschichten (in der 3. Auflage)
- Felix und die alltäglichen Dinge. oder: … so alltäglich war das nicht …
- Geschichten aus dem Schnoor
- Hafen-Geschichte(n)
- Hamburger Geschichte(n). Oder: Was uns die Bibel verschweigt
- Haus Seefahrt in Bremen und seine Schaffermahlzeit
- Heini Holtenbeen, Mudder Cordes & Co. Bremer Originale. Edition Temmen, Bremen 2011, ISBN 978-3-8378-1106-3
- Kieler Geschichten. Ein bisschen durch die Jahrhunderte geschmunzelt
- Kohl- & Pinkelgeschichten
- Krieg und Frieden in Bremen: Bilder von 1914 bis 1939
- Paß auf, daß Du Dich nicht bekleckerst. Wirtshausgeschichten. Luisental Verlag, Bremen 1990
- Roland mit de spitzen Knie oder: Ein bisschen Stöbern in Bremens guter Stube. Marktplatzgeschichten (in der 3. Auflage)
- Sagen und Geschichten aus Bremen
- Sagen und Geschichten aus Bremen-Nord
- Seemannsgeschichten. Aus Kapitän Johann Bradherings Logbuch
- Verdener Geschichte(n)
- Weihnachtsgeschichten, Edition Temmen 2002
- Sagen aus Bremerhaven und umzu, Edition Temmen 2007, ISBN 978-3-86108-348-1